# Prix mondial Cino-Del-Duca
 (mai 2023).
Si vous disposez d'ouvrages ou d'articles de référence ou si vous connaissez des sites web de qualité traitant du thème abordé ici, merci de compléter l'article en donnant les références utiles à sa vérifiabilité et en les liant à la section « Notes et références ».
Le prix mondial Cino-Del-Duca est un prix français récompensant un auteur « dont l’œuvre constitue, sous forme scientifique ou littéraire, un message d’humanisme moderne ». Il porte le nom de Cino Del Duca (1899-1967) éditeur et patron de presse italien et été créé par Simone Del Duca en 1969.

## Présentation
Le prix mondial Cino-Del-Duca est un des quatre grands prix décernés par la Fondation Simone et Cino Del Duca qui a comme objectif de « faire rayonner les arts, les lettres et les sciences ».
Dans une recherche d'interdisciplinarité, le prix mondial Cino-Del-Duca est décerné à des poètes, des médecins, des archéologues, des historiens et des physiciens. Parmi les lauréats depuis la création du prix en 1969, on compte notamment Jean Anouilh, Léopold Sédar Senghor, Jorge Luis Borges, Patrick Modiano ou Milan Kundera.
Avec un montant de 200 000 €, il est le prix littéraire international le mieux doté au monde, après le prix Nobel de littérature et le prix commémoratif Astrid-Lindgren dont les lauréats sont exclusivement des auteurs de littérature jeunesse.
Il est en outre l'un des seuls prix en France à faire une large place à des auteurs venus du monde entier. Entre 1969 et 2022, 27 des 53 lauréats — soit près de la moitié — sont des étrangers.

## Historique
Cino Del Duca, fut patron de presse, éditeur et producteur de films, en plus d’être un mécène actif[réf. souhaitée]. Il crée en 1952 la Bourse Del-Duca qui attribuait un prix d’un million de francs ayant pour objectif de permettre à un écrivain d’être indépendant matériellement. Par ailleurs, Del Duca donna chaque année des sommes importantes[Combien ?] pour la restauration de sites patrimoniaux ou de villages — comme celui de Montedinove, en Italie — et à de très nombreuse associations sportives et culturelles.
Par son engagement dans le monde du mécénat, Del Duca cherchait à obtenir une reconnaissance artistique et culturelle à une époque où la presse populaire était jugée nocive.
Désireuse de perpétuer les activités philanthropiques de son mari, Simone Del Duca créée le prix mondial Cino-Del-Duca en 1969 avec l'objectif de permettre à des écrivains de vivre de leur art. En juin 1975, le prix est intégré dans les missions de la Fondation Simone et Cino Del Duca dont l’objet initial est « de favoriser la recherche pour les maux dont souffre l’Humanité ».

### Lauréats primés également au Nobel
Parmi les personnalités primées par le prix mondial Cino-Del-Duca on compte notamment le biologiste Konrad Lorenz, lauréat 1969, futur prix Nobel de médecine, Andreï Sakharov, lauréat 1974, qui se vit décerner le prix Nobel de la paix en 1975, Mario Vargas Llosa, lauréat en 2008, qui reçoit le prix Nobel de littérature en 2010, et Patrick Modiano, lauréat en 2010 avant d'être couronné par le prix Nobel de littérature en 2014.

## Protocole d'attribution
Présidé par le secrétaire perpétuel de l’Académie française, le jury du prix mondial Cino-Del-Duca est composé de 14 membres dont une majorité de membres de l’Institut de France : 4 membres de l’Académie française, 2 membres des autres Académies et 2 personnalités qualifiées extérieures.
En dehors des membres de droit, le mandat des membres du jury est de 3 ans renouvelable une fois. Les nouveaux membres sont désignés par le Comité de fondation sur proposition du jury.
La délibération a lieu au siège de la fondation où se déroule un vote à scrutin secret qui comporte trois tours à la majorité absolue des suffrages exprimés.
Le prix mondial est proclamé et remis sous la coupole de l'Institut de France à l’occasion de la séance solennelle de proclamation des grands prix des fondations de l'Institut.

## Liste des lauréats

### Années 1960
- 1969 : Konrad Lorenz, zoologiste et ornithologue  Autriche.

### Années 1970
- 1970 : Jean Anouilh, écrivain  France.
- 1971 : Ignazio Silone, auteur  Italie.
- 1972 : Victor Weisskopf, physicien  Autriche et  États-Unis.
- 1973 : Jean Guéhenno, écrivain  France.
- 1974 : Andreï Sakharov, physicien nucléaire  Union soviétique.
- 1975 : Alejo Carpentier, écrivain  Cuba et  France.
- 1976 : Lewis Mumford, historien  États-Unis.
- 1977 : Germaine Tillion, anthropologue  France.
- 1978 : Léopold Sédar Senghor, écrivain, poète et homme d'État  Sénégal et  France.
- 1979 : Jean Hamburger, médecin néphrologue, chirurgien et essayiste  France.

### Années 1980
- 1980 : Jorge Luis Borges, écrivain  Argentine.
- 1981 : Ernst Jünger, auteur  Allemagne de l'Ouest.
- 1982 : Yaşar Kemal, écrivain  Turquie.
- 1983 : Jacques Ruffié, écrivain et éducateur  France.
- 1984 : Georges Dumézil, philologue  France.
- 1985 : William Styron, écrivain  États-Unis.
- 1986 : Thierry Maulnier, écrivain  France.
- 1987 : Denis Parsons Burkitt, chirurgien  Royaume-Uni.
- 1988 : Henri Gouhier, philosophe et historien  France.
- 1989 : Carlos Chagas Filho (en), médecin et biologiste  Brésil.

### Années 1990
- 1990 : Jorge Amado, écrivain  Brésil.
- 1991 : Michel Jouvet, chercheur en neurosciences  France.
- 1992 : Ismaïl Kadaré, écrivain  Albanie (et, depuis,  France).
- 1993 : Robert Mallet, écrivain, poète et essayiste  France.
- 1994 : Yves Pouliquen, médecin ophtalmologiste et chercheur  France.
- 1995 : Yves Bonnefoy, poète et essayiste  France.
- 1996 : Alain Carpentier, chirurgien cardiaque  France.
- 1997 : Václav Havel, écrivain et homme d'État  République tchèque.
- 1998 : Zhen-Yi Wang, physiopathologiste  Chine.
- 1999 : Henri Amouroux, historien  France.

### Années 2000
- 2000 : Jean Leclant, égyptologue  France.
- 2001 : Yvon Gattaz, entrepreneur et syndicaliste  France.
- 2002 : François Nourissier, écrivain  France.
- 2003 : Nicole Le Douarin, chercheuse et embryologiste  France.
- 2005 : Simon Leys, écrivain  Belgique.
- 2006 : Jean Clair, essayiste et historien d'art  France.
- 2007 : Mona Ozouf, historienne et écrivaine  France.
- 2008 : Mario Vargas Llosa, écrivain  Pérou et  Espagne (et, depuis,  République dominicaine).
- 2009 : Milan Kundera, romancier  France et  République tchèque.

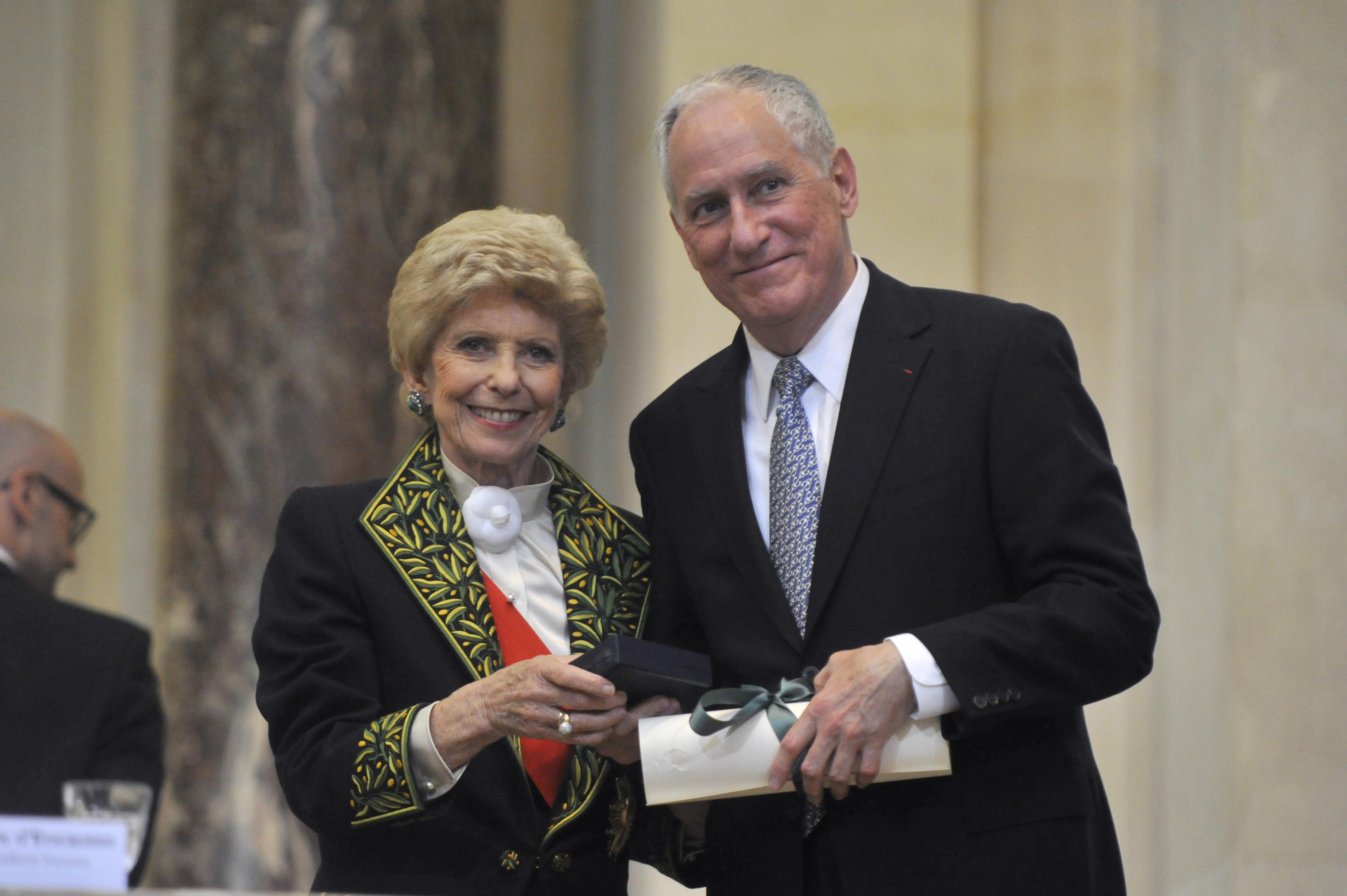
Hélène Carrère d'Encausse remettant le prix à Robert Darnton.

### Années 2010
- 2010 : Patrick Modiano, romancier  France.
- 2012 : Trinh Xuan Thuan, astrophysicien  Vietnam et  États-Unis.
- 2013 : Robert Darnton, historien  États-Unis.
- 2014 : Andreï Makine, écrivain  France et  Russie.
- 2015 : Thomas W. Gaehtgens, historien de l’art  Allemagne.
- 2016 : Sylvie Germain, écrivaine  France.
- 2017 : Benedetta Craveri, historienne  Italie.
- 2018 : Philippe Jaccottet, poète  Suisse et  France.

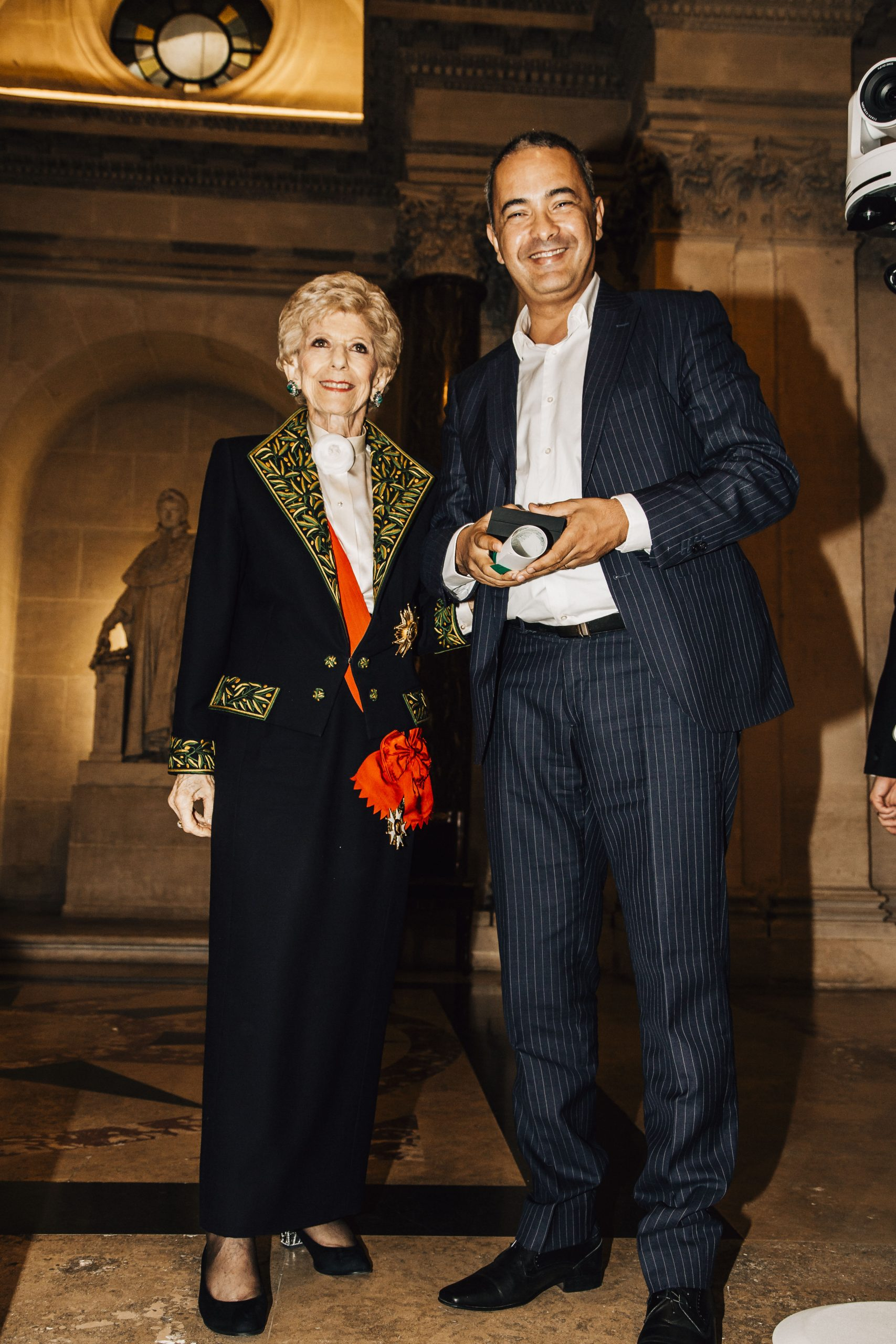
Hélène Carrère d'Encausse et Kamel Daoud, lauréat 2019.

- 2019 : Kamel Daoud, écrivain journaliste  Algérie (et, depuis,  France).

### Années 2020
- 2020 : Joyce Carol Oates, écrivaine  États-Unis.
- 2021 : Maryse Condé, écrivaine  France.
- 2022 : Haruki Murakami, écrivain  Japon.
- 2023 : Dương Thu Hương, écrivaine  Vietnam.
- 2024 : Yasmina Reza, écrivaine  France.
- 2025 : Boualem Sansal, écrivain  Algérie,  France[2].

## Récompenses par nationalité
En mai 2025, la répartition des prix par nationalité est :
| Nationalité        | Lauréats |
| ------------------ | -------- |
| France             | 29       |
| États-Unis         | 3        |
| Algérie            | 2        |
| Allemagne          | 2        |
| Autriche           | 2        |
| Italie             | 2        |
| Autriche           | 2        |
| République tchèque | 2        |
| Brésil             | 2        |
| Vietnam            | 2        |
| Albanie            | 1        |
| Argentine          | 1        |
| Belgique           | 1        |
| Chine              | 1        |
| Cuba               | 1        |
| Royaume-Uni        | 1        |
| Pérou              | 1        |
| Sénégal            | 1        |
| Suisse             | 1        |
| Turquie            | 1        |
| Union soviétique   | 1        |
| Japon              | 1        |